# Franz Belitz
Franz Belitz (* 11. Juli 1881 in Berlin; † nach 1944) war ein deutscher Bankier und Manager. Er war Bankdirektor und Vorstandsmitglied der Reichs-Kredit-Gesellschaft Aktiengesellschaft Berlin.

## Leben
Nach dem Besuch des Realgymnasiums in Berlin betrieb Franz Belitz juristische Studien und war an der Mitteldeutschen Creditbank tätig. Im Anschluss wechselte er an die Preußische Zentralgenossenschaftskasse. Im Jahre 1912 wurde er Vorstand der Schwarzburgischen Landesbank in Sondershausen. Mitten im Ersten Weltkrieg übernahm Franz Behm 1916 die Leitung der Thüringer Niederlassung der Dresdner Bank in Erfurt. 1920 stieg er zum stellvertretenden Direktor der Dresdner Bank in Berlin auf. Im Jahre 1925 wurde Franz Belitz stellvertretendes Vorstandsmitglied und ab 1. April 1931 ordentliches Vorstandsmitglied der Reichs-Kredit-Gesellschaft A.-G. in Berlin. 1936 war er außerdem Bankdirektor.
Franz Belitz war Präsidialrat der Reichsfilmkammer, seit 1935 Mitglied des Reichskultursenats, Mitglied der Akademie für Deutsches Recht, Börsenvorstand zu Berlin und Beirat der Industrie- und Handelskammer zu Berlin sowie Mitglied des Deutschen Herrenklubs. Außerdem wurde er 1933 in den Vorstand der Berliner Wertpapierbörse, in den Aufsichtsratat der Getreidekredit-Bank Berlin und in den Aufsichtsrat der Byk-Guldenwerke Chemische Fabrik Berlin berufen. Daneben war er nach 1933 Aufsichtsrat der Eisenwerksgesellschaft Maximilianshütte und 1938 Aufsichtsrat des Bankhauses H. Aufhäuser 1870. 1939 wurde er Aufsichtsrat bei der Unternehmerfamilie Quandt. Außerdem war Franz Belitz Mitglied im Verein der Freunde der Nationalgalerie Berlin. 1945 verlieren sich seine Spuren in der Öffentlichkeit.
Er wohnte in Berlin-Dahlem, Finkenstraße 21, bis er das Anwesen 1938 für 165.000 Reichsmark an Fritz Reinhardt (Staatssekretär) verkaufte.